# Рустенбеков, Жаныш Султанкулович
Жаныш Султанкулович Рустенбеков (25 сентября 1949 года в селе Кенеш  Ысык-Атинского района Чуйской области — 11 июля 2023) — киргизский государственный деятель, политик, дипломат, Чрезвычаный и полномочный посол Кыргызстана. В 1993—1995 годах работал  госсекретарем, руководителем Аппарата Президента КР.

## Семья
- Вдова - Осмонова Айгуль Темировна.
- Две дочери. Аида и Нургуль
- Три внука и внучка.

## Биография
В 1973 году окончил Московский энергетический институт;
В 1992—1993 годах глава гос. администрации Первомайского района города Бишкек;
В 1993—1994 годах работал руководителем Аппарата Президента КР;
В 1994—1995 годах занимал должность госсекретаря при президенте КР;
В 1995—1996 годах был губернатором Ошской области;
В 1996—2000 годах занимал должность директора государственного агентства лесного хозяйства при правительстве КР.;
В 2000—2005 годах был депутатом Собрания народных представителей Жогорку Кенеша;
В 2005 году назначен исполняющим обязанности министра экологии и чрезвычайных ситуаций КР;
В 2005—2007 годах — Министр по чрезвычайным ситуациям;
2007—2011 — посол КР в Республике Казахстан;
С июля 2014 года по ноябрь 2018 года посол КР в Туркменистане.
С декабря 2018-2022 года был послом КР в Республике Таджикистан.